# Vietnamocasia dauae
Ráy việt núi dầu, tên khoa học Vietnamocasia dauae, là một loài thực vật một lá mầm trong họ Ráy Araceae, được phát hiện trong chương trình hợp tác Viện Hàn lâm Khoa học và Công nghệ Việt Nam với đại học Malaysia Sarawak, Đại học Harvard, Đại học Pierre và Marie Curie, Đại học Ludwig Maximilian München tại rừng trên núi Dầu thuộc huyên Nghĩa Hành, tỉnh Quảng Ngãi, công bố trên tạp chí khoa học Phytotaxa ngày 13/4/2017. Tên loài được đặt theo tên vùng phân bổ tìm thấy mẫu vật đầu tiên: núi Dầu.